# Maria von Österreich (1584–1649)

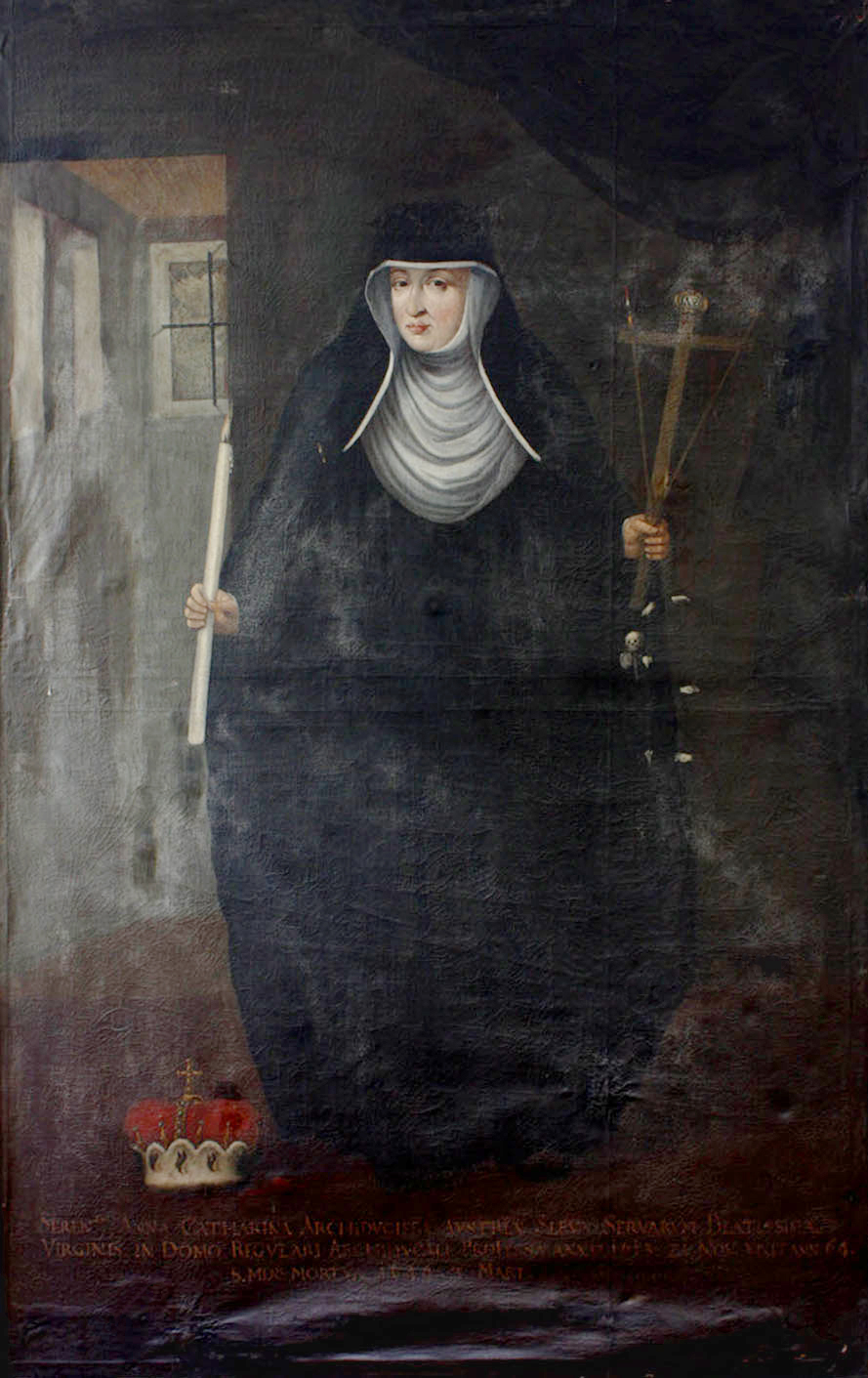
Erzherzogin Maria von Österreich

Maria von Österreich (* 16. Juni 1584 in Innsbruck; † 2. März 1649 ebenda) war eine Erzherzogin aus dem Hause Habsburg.
Maria war eine Tochter des österreichischen Erzherzogs Ferdinand II. und seiner zweiten Gemahlin Anna Caterina von Gonzaga, einer Tochter des Herzogs von Mantua, Guglielmo Gonzaga, und seiner Gattin Eleonore. Sie blieb ledig und widmete sich ab ihrem 28. Lebensjahr ausschließlich einem geistlichen Leben, indem sie 1614 mit ihrer verwitweten Mutter in das von dieser gestiftete Servitinnenkloster in Innsbruck eintrat. Dort wurde sie als Anna Katharina Nonne und blieb dies auch, nachdem ihre Mutter 1621 gestorben war. In diesem Kloster fand auch ihre Beisetzung nach ihrem 1649 im Alter von 64 Jahren erfolgten Tod statt.